# Quercus stellata
Espèce
Le chêne étoilé ou chêne à étoile (Quercus stellata) est un chêne du groupe des chênes blancs. C'est un petit arbre, mesurant généralement 10 à 15 m de hauteur avec un tronc de 30 à 60 cm de diamètre, pourtant certains spécimens atteignent 30 m de haut avec un diamètre de 140 cm. Il est originaire de l'est des États-Unis, dans le Massachusetts au nord-est, à l'ouest et dans le sud de l'Iowa, dans le sud-est jusqu'au centre du Texas, et du sud-est au nord-est de la Floride. C'est un des chênes les plus communs de la partie Sud des prairies de l'est dans les grandes plaines.
Les feuilles ont une forme très caractéristique, avec trois lobes terminaux perpendiculaires, profilé comme une croix de Malte. Elles sont coriaces, et le dessous est tomenteux. Le motif que forment les branches de cet arbre lui donne une allure rugueuse. Les glands mesurent 1,5 à 2 cm en longueur, et murissent durant leur premier été.
Son nom en anglais Post oak fait référence à l'utilisation de son bois pour les postes de défense. Son bois, comme celui des autres chênes blancs, est dur et résistant aux insectes xylophages et aux champignons. Cet arbre a tendance à être plus petit que les autres espèces du groupe, avec un ramage diffus, reflétant en grande partie sa tendance à croitre dans des milieux ouverts et pauvres, donc son bois est relativement peu prisé en tant que bois de coupe.
Le chêne étoilé se rencontre aussi dans le Sud de l'Ontario et au Sud du Québec.